# يفغيني فورونوف
يفغيني فورونوف (بالروسية: Евгений Сергеевич Воронов)‏ مواليد 7 مايو 1986، هو لاعب كرة سلة روسي يلعب في دوري اتحاد في تي بي ويحمل الرقم 18. يبلغ طوله 6 قدم 4 بوصة (1.9 م).

## فرق لعب لها
- لوكوموتيف كوبان
- نادي سسكا موسكو لكرة السلة
- لوكوموتيف كوبان

## الميداليات
| الميدالية | المسابقة                       |
| --------- | ------------------------------ |
| برونزية   | الألعاب الأولمبية الصيفية 2012 |

## روابط خارجية
- يفغيني فورونوف على موقع الاتحاد الدولي لكرة السلة (الإنجليزية)
- يفغيني فورونوف على موقع الدوري الأوروبي لكرة السلة (الإنجليزية)
- يفغيني فورونوف على موقع كرة السلة الأوروبية.كوم (الإنجليزية)
- يفغيني فورونوف على موقع ريلجم (الإنجليزية)
- يفغيني فورونوف على موقع بروبوليرز (الإنجليزية)
- يفغيني فورونوف على موقع سبورتس رفرنس (الإنجليزية)
- يفغيني فورونوف على موقع أوليمبيديا (الإنجليزية)